# Smizer Schylunowitsch

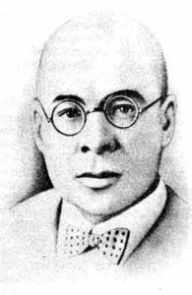
Smizer Schylunowitsch

Smizer Schylunowitsch (auch unter seinem Künstlernamen Zischka Hartny bekannt; * 23. Oktoberjul. / 4. November 1887greg. in Kopyl bei Minsk; † 11. April 1937 in Mahiljou) war ein belarussischer Politiker und Schriftsteller.

## Leben
Schylunowitsch arbeitete in Sankt Petersburg und nahm an der Revolution von 1905/1907 teil. Ab 1904 gehörte er der Weißrussischen Sozialistischen Hramada an und schrieb ab 1908 für die Zeitung Nascha Niwa. 1913 stand er in engem Kontakt zu Autoren der Zeitung Prawda. Im selben Jahr veröffentlichte das Verlagshaus Die Sonne wird auch in unser Fenster scheinen den ersten Band von Schylunowitschs Werken. 1917 trat er dem Belarussischen Nationalem Komitee bei und im Juni desselben Jahres Vorsitzender der Hramada. Am 14. Februar 1918 wurde Schylunowitsch Mitglied des Belarussischen Nationalen Kommissariats der Regierung der Russischen Sozialistischen Föderativen Sowjetrepublik in Moskau und arbeitete als Sekretär des Kommissariats sowie als Autor des Presseorgans Dsjanniza. Im Oktober 1918 wurde Schylunowitsch Mitglied der Kommunistischen Partei Russlands. Am 1. Januar 1919 wurde er Präsident der Provisorischen Revolutionären Regierung der Arbeiter und Bauern der Belarussischen Sozialistischen Sowjetrepublik und musste als solcher mit der Regierung der Belarussischen Volksrepublik verhandeln.
Später betätigte er sich als Kulturpolitiker, Schriftsteller und Kritiker. Sein Hauptwerk, der Roman Säfte des Neulands (1914/1929) befasste sich mit der Herausbildung des revolutionären Bewusstseins im belarussischen Volk. Seine Erzählungen aus den 1920er-Jahren berichten von den Ereignissen des russischen Bürgerkrieges sowie der Entwicklung neuer Lebensformen in Belarus.
Er hielt ranghohe Positionen in der Kommunistischen Partei der Sowjetunion in Belarus und war ab 1928 war er ein Mitglied der Nationalen Akademie der Wissenschaften Weißrusslands.
1931 wurde er aus der Partei ausgeschlossen und 1936, unter dem Vorwurf er sei ein „Volksfeind“, verhaftet. 1937 beging er in Folge eines psychischen Zusammenbruchs im Gefängnis Selbstmord.
Obwohl Schylunowitsch ein überzeugter Sozialist war mit einer Nähe zu kommunistischen Ideen, war er dennoch ein Anhänger der belarussischen Nationalbewegung und widmete sich der belarussischen Staatlichkeit als unabhängige Nation.
In Minsk wurde eine Straße nach ihm benannt.